# The Exchange: Six Faces of The Gambia
Pour plus de détails, voir Fiche technique et Distribution.
The Exchange: Six Faces of The Gambia est un court métrage documentaire canado-gambien réalisé par Matthew Welsh et sorti en 2009. C'est une série de portraits de Gambiens. C'est l'un des très rares films en partie produits en Gambie.

## Synopsis
Matthew Welsh voyage en Gambie dans les années 2000 et présente six portraits de Gambiens de la classe moyenne, avec le projet de dépasser les stéréotypes habituels sur ce pays.

## Fiche technique
- Titre : The Exchange: Six Faces of The Gambia
- Réalisation : Matthew Welsh
- Scénario : Matthew Welsh
- Production : Matthew Welsh
- Studio de production : Journeyman Film Company, Nova Scotia Gambia Association
- Pays de production :  Canada,  Gambie
- Langue : anglais
- Format : couleur
- Durée : 23 minutes
- Date de sortie : Canada : septembre 2009

## Production
Le projet de Matthew Welsh répond à un appel à projets lancé par la Nova Scotia Gambia Association, une association canadienne basée en Nouvelle-Écosse ; l'association souhaite produire un documentaire en Afrique de l'Ouest qui s'écarterait des stéréotypes misérabilistes habituels sur cette partie du monde. Pour produire le film, Welsh s'appuie sur sa maison de production, la Journeyman Film Company, qu'il a fondée afin de faciliter la production de ses documentaires plusieurs fois primés mais difficiles à réaliser seul. L'équipe arrive en Gambie en mars 2009 ; contrairement à ses habitudes, Welsh n'a pas d'idée précise de ce qu'il va tourner à son arrivée sur les lieux, beaucoup de choses devant reposer sur les rencontres et sur le choix des interviews à inclure dans le film. L'équipe passe une semaine à rencontrer les gens sur place puis une semaine à tourner le film. Le documentaire est destiné à être diffusé dans les collèges et lycées et vise donc un public d'adolescents.

## Diffusion
The Exchange: Six Faces of The Gambia est diffusé à l'Atlantic Film Festival de Halifax au Canada en septembre 2009. Le film est ensuite diffusé dans un cadre scolaire, accompagné d'un guide d'étude d'une centaine de pages, dans plusieurs villes canadiennes, en premier lieu Halifax, Sydney et Charlottetown.